# Варлаков, Арсений Валерьевич
Арсений Валерьевич Варлаков (род. 21 июля 2003, Миасс, Челябинская область) — российский хоккеист, защитник. Мастер спорта России (2025).

## Биография
Начинал заниматься хоккеем в «Спутнике» Миасс. В пятом классе переехал в Ханты-Мансийск, через год перешёл в колледж-интернат «Югра»-ЮКИОР. С сезона 2020/21 играл в команде МХЛ «Мамонты Югры». В сезоне 2022/23 выступал в ВХЛ за «Югру». В мае 2023 года перешёл в клуб КХЛ «Торпедо» Нижний Новгород. В сезоне 2023/23 провёл 19 матчей в КХЛ и 46 за «Чайку» в МХЛ.